# Carex macounii
Carex macounii là một loài thực vật có hoa thuộc họ Cói. Loài này được Dewey mô tả khoa học đầu tiên năm 1866.